# خط طول 4° شرق
خط طول 4° شرق هو أحد خطوط الطول الجغرافية، والتي تمتد من القطب الشمالي الجغرافي إلى القطب الجنوبي الجغرافي، وحسب التحويل الزمني يتقدم خط طول 4° شرق عن خط غرينتش بـ16 دقيقة.

## من القطب إلى القطب
ينطلق خط طول 4° شرق من القطب الشمالي نحو القطب الجنوبي مرورا بالمناطق التي ترد في الجدول التالي:
| الإحداثيات                       | البلد أو الإقليم أو البحر | ملاحظات |
| -------------------------------- | ------------------------- | --- |
| 90°0′N 4°0′E / 90.000°N 4.000°E  | المحيط المتجمد الشمالي    | |
| 81°25′N 4°0′E / 81.417°N 4.000°E | المحيط الأطلسي            | |
| 61°0′N 4°0′E / 61.000°N 4.000°E  | بحر الشمال                | |
| 51°50′N 4°0′E / 51.833°N 4.000°E | هولندا                    | Islands of خوريه- أوفرفلاكيه and سخاون- داوفللاند Peninsulas of تولين (هولندا) and Zuid-Beveland فلاندرز الزيلندية |
| 51°14′N 4°0′E / 51.233°N 4.000°E | بلجيكا                    | |
| 50°21′N 4°0′E / 50.350°N 4.000°E | فرنسا                     | |
| 43°33′N 4°0′E / 43.550°N 4.000°E | البحر الأبيض المتوسط      | |
| 40°4′N 4°0′E / 40.067°N 4.000°E  | إسبانيا                   | Island of منورقة                                                                                                   |
| 39°55′N 4°0′E / 39.917°N 4.000°E | البحر الأبيض المتوسط      | |
| 36°54′N 4°0′E / 36.900°N 4.000°E | الجزائر                   | |
| 19°5′N 4°0′E / 19.083°N 4.000°E  | مالي                      | |
| 16°6′N 4°0′E / 16.100°N 4.000°E  | النيجر                    | For about 8 km |
| 16°1′N 4°0′E / 16.017°N 4.000°E  | مالي                      | For about 5 km |
| 15°59′N 4°0′E / 15.983°N 4.000°E | النيجر                    | |
| 12°51′N 4°0′E / 12.850°N 4.000°E | نيجيريا                   | |
| 6°25′N 4°0′E / 6.417°N 4.000°E   | المحيط الأطلسي            | |
| 60°0′S 4°0′E / 60.000°S 4.000°E  | المحيط الأطلسي            | |
| 70°3′S 4°0′E / 70.050°S 4.000°E  | القارة القطبية الجنوبية   | أرض الملكة مود, المطالب الإقليمية بالقارة القطبية الجنوبية by النرويج                                              |